# North Haven, Maine
North Haven är en kommun i Knox County i delstaten Maine, USA.